# Zasady budżetowe
Zasady budżetowe – postulaty nauki dotyczące prawidłowego funkcjonowania gospodarki budżetowej.

## Poszczególne zasady
- Zasada zupełności budżetu – polega na zestawieniu w budżecie wszystkich, a nie tylko wybranych dochodów i wydatków państwa.
- Zasada jedności – oznacza, że istnieje tylko jeden dokument na całość dochodów i wydatków państwa (jedno zestawienie zwane budżetem). W ramach tej zasady rozróżnia się jedność formalną i materialną. Jedność formalna osiągana jest poprzez budowę zbiorczego budżetu państwa, obejmującego budżet władz centralnych i terenowych, co powinno zapewnić lepszą kontrolę i większą przejrzystość wydatków budżetowych. Jedność materialna natomiast głosi, że dochody tworzące fundusz budżetowy mają przeznaczenie ogólne, tzn. nie są z góry związane z określonymi celami finansowanymi z budżetu.
- Zasada jawności – polega na tym, że społeczeństwo (obywatele) jest zaznajomione z budżetem, jego treścią, sposobem uchwalania oraz ze sprawowaniem nad nim kontroli. W praktyce oznacza to raczej prezentowanie dochodów i wydatków organom przedstawicielskim, różnym ciałom i organizacjom społecznym.
- Zasada realności – postuluje maksymalną precyzję w planowaniu dochodów i wydatków budżetowych.
- Zasada szczegółowości – oznacza, że w budżecie muszą być zawarte cele szczegółowe, konkretne, a nie określone w sposób ogólny.
- Zasada równowagi – jest to dążenie do tego, aby dochody były równe wydatkom, co w praktyce nie jest jednak nigdy osiągane (zawsze występuje nadwyżka lub deficyt budżetowy), a w każdym wypadku idealne zrównoważenie dochodów i wydatków jest stanem wyjątkowym; poprzestaje się tu więc na postulacie, że nadwyżka budżetowa wypracowana podczas okresu wysokiej koniunktury powinna służyć pokryciu deficytu podczas recesji. Zasada ta jest nazywana złotą zasadą budżetową.
- Zasada jasności (przejrzystości) – polega na takiej konstrukcji budżetu i na takim ujęciu dochodów i wydatków, który umożliwia prawidłowe planowanie i łatwość oceny przez parlament i opinię publiczną. Służy temu klasyfikacja dochodów i wydatków (działy, paragrafy).
- Zasady charakterystyczne dla zarządzania finansami przedsiębiorstwa – przy konstruowaniu budżetu należy dążyć do oszczędności, efektywności, elastyczności itp.
- Zasada jednostronnej dyrektywności budżetu – budżet jest wiążący tylko po stronie wydatków. Dochody są tylko prognozami.